# Periodinano

Periodinano de Dess-Martin.

Periodinanoss são compostos químicos contendo iodo hipervalente. Estes compostos de iodo são hipervalentes porque o átomo de iodo neles contém mais que os 8 elétrons na camada de valência requeridos pela regra do octeto.